# Которська затока
Которська затока (серб. Бока которска / Boka kotorska, хорв. Boka kotorska, італ. Bocche di Cattaro) найбільша бухта на Адріатичному морі, оточена територією Чорногорії, а також Хорватії. Інколи Которську затоку називають найпівденнішим фіордом Європи, проте це твердження неправильне: затока є ріасом, зануреним під воду каньйоном річки Бокель, що стікає з плато гори Ор'єн.
Територія довкола Которської затоки була заселена ще з часів античності та зберегла безліч середньовічних міст. Багато з них, такі як Котор, Пераст, Херцег-Новий, є важливими туристичними пам'ятками країни.
Місцевість має величезне культурне та історичне значення для чорногорського і хорватського народів. Релігійне значення регіону також велике: на берегах Которської затоки знаходиться безліч старовинних православних і католицьких церков, деякі з яких є місцями паломництва.
Під регіоном Которської затоки — Боки Которська — прийнято розуміти три чорногорські муніципальні округи: Котор, Херцег-Нові та Тіват.
Чорногорія планує побудувати міст через затоку Котор — Веригський міст.

## Історія
Найперше поселення на берегах Которської затоки виникло на місці сучасного Рисана; у 229 році до н. е. іллірійське місто Різон (Rhizon) дало своє ім'я затоці — Rhizonicus Sinus. Різон був захоплений Римом у 168 році до н. е., і в цьому ж році вперше був згаданий Аскрівіум (лат. Ascrivium або Ascruvium), нинішній Котор.
У наступні роки саме Котор став центром Боки. Місто було укріплене на початку Середньовіччя, коли імператор Юстиніан 535 року побудував фортецю над Аскрівіумом. Відтоді місто, відоме вже під італійською назвою Каттаро (італ. Cattaro), на довгі роки став значущим далмацьким містом-державою. У 1002 році Каттаро був окупований Болгарською імперією царя Самуїла, але роком пізніше Болгарія поступилася містом сербам.
За часів сербської влади місто стало напівнезалежною республікою, що займалося морською торгівлею. Після падіння Сербії в 1389 році місто з прилеглими землями було захоплене Венеційською республікою, відтак Угорським королівством, а в 1420 році знову попало під владу Венеції.
У 1538 і 1657 роках Каттаро зазнав навали Османської імперії, регіон також сильно постраждав при землетрусах 1563 і 1667 років. Володіючи потужним флотом, що налічував у XVIII столітті приблизно 300 кораблів, Котор був могутнім суперником Дубровника і Венеції.
Згідно з Кампо-Форнійським договором 1797 року, Которська затока відійшла до Габсбургів, а в 1805 році за Прессбурським договором була передана Італійському королівству, залежному від наполеонівської Франції, попри фактичний захват російською ескадрою Дмитра Сенявіна.

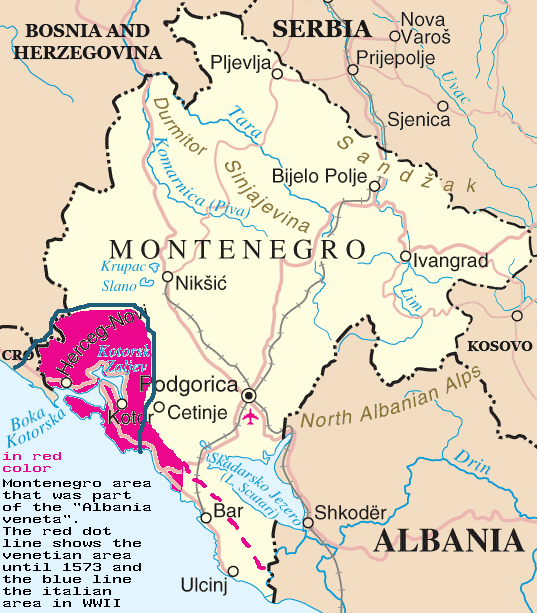
Венеційська Албанія навколо Которської затоки (1420—1797)

У 1810 році, після того, як росіяни відступили, Бока Которська була приєднана до Іллірійських провінцій Франції. У 1815 році згідно із завершальним актом Віденського конгресу регіон відійшов до Австрійської імперії (з 1867 — Австро-Угорщина), в складі якої був частиною Далмацького королівства.
З 1918 року, регіон увійшов до складу Королівства Сербів, Хорватів і Словенців (з 1929 року — королівство Югославія), де до 1922 року був самостійним округом. У 1922 році Бока Которська стала частиною Зетської області, а в 1929 році — Зетської бановини, де і залишалась аж до 1941 року — року розпаду першої Югославії.

## Географія
Которська затока складається з декількох просторих заток, сполучених між собою неширокими каналами, що утворюють одну з найкращих природних гаваней Європи. Довгий час існувало переконання, що затокою є фьорд, завдяки чому за Бокой закріпилося і досі використовується, перш за все в туристичній сфері, назва «найпівденніший фьорд в Європі».

Которська затока на території Далмацького королівства в складі Австро-Угорщині

Проте згідно з сучасними науковими дослідженнями, вважається що Бока Которська є залишками колишнього річкового каньйону. Сильні тектонічні та карстові процеси привели до його поступового руйнування.
Безпосередньо у складі Боки заведено виділяти декілька складових її заток. Всі затоки названі на ім'я найбільших населених пунктів, розташованих на їх берегах. Так, якщо рухатися з боку моря, відкривати вхід буде Херцегновійська затока, далі, після проходження вузької протоки, праворуч розташована Тиватська затока.
Після проходження останньої, найвужчої, протоки праворуч перед поглядом предстає Которська затока, ліворуч — компактніша Рисанська.

### Течії
У Которській затоці відсутні сформовані течії. Ті, що існують, мають непостійний характер і залежать від часу припливів і відпливів. Влітку їх сила стає трохи сильнішою. На південній стороні входу в бухту присутній потік, рухомий на північний захід зі швидкістю 1 км/год.
Сильна течія, здатна в протоках досягати швидкості 4 км/год, формується, перш за все, після сильних злив і рухається зсередини затоки в бік західного берега входу в затоку.

### Населенні пункти
Береги Которської затоки давно обжиті людьми, а тому на них розташована безліч поселень зі спорудами, що відноситься до різних епох. Найбільше місто на берегах Которської затоки — Херцег-Новий, зі збереженою стародавньою архітектурою, в якому проживає приблизно 12 тисяч осіб.
Друге за величиною місто — Тиват, забудоване в основному в період соціалістичної Югославії і в якому проживає приблизно 8 тисяч жителів. З моря видно чудову панораму третього за величиною міста — стародавнього Котора з потужними фортифікаційними укріпленнями, що піднімаються від старого міста до фортеці Святого Івана. Виділяється також Рисан, Пераст з його високою дзвіницею, Доброта, Прчань.

## Галерея

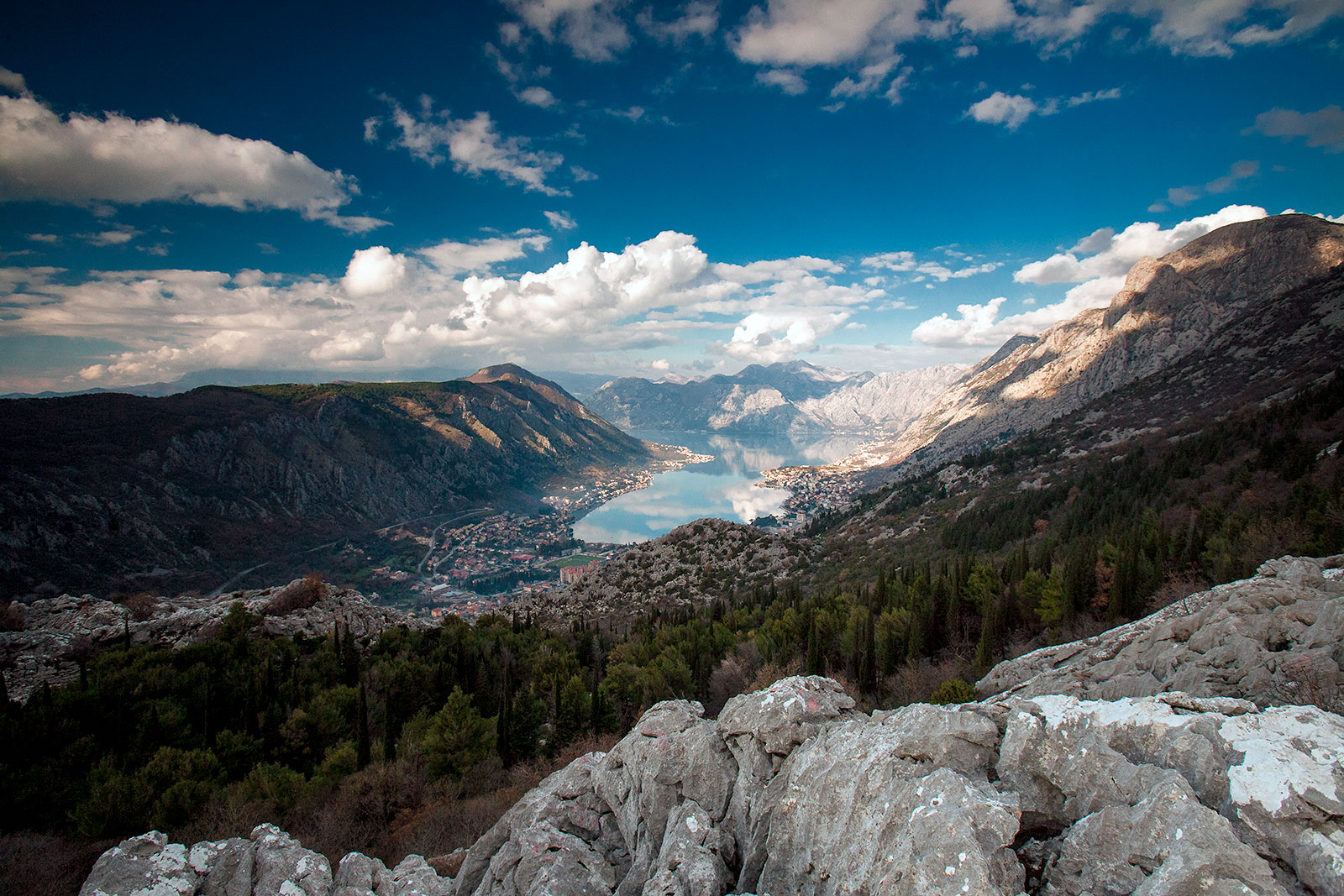
Бока Которська
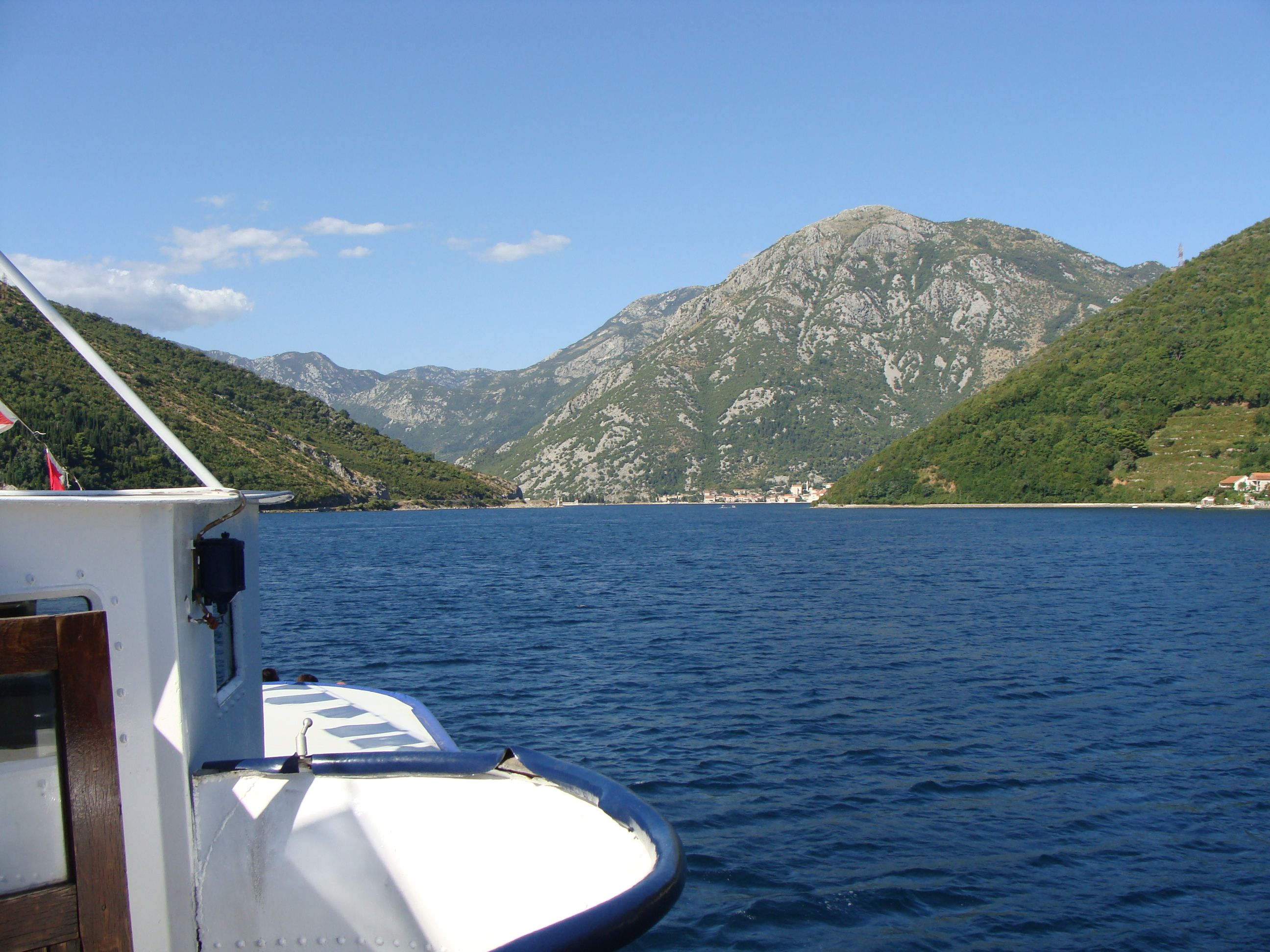
Бока Которська
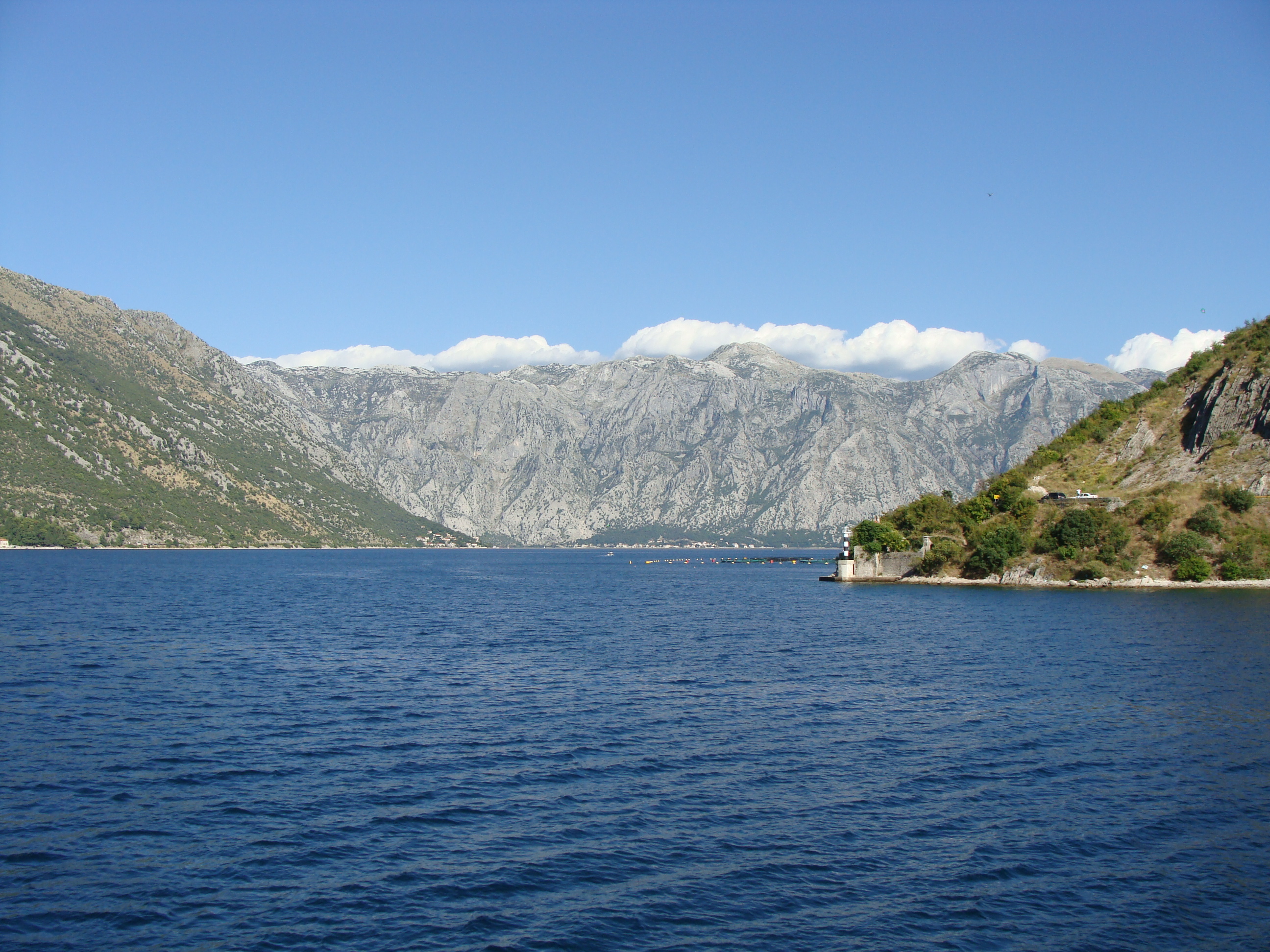
Бока Которська
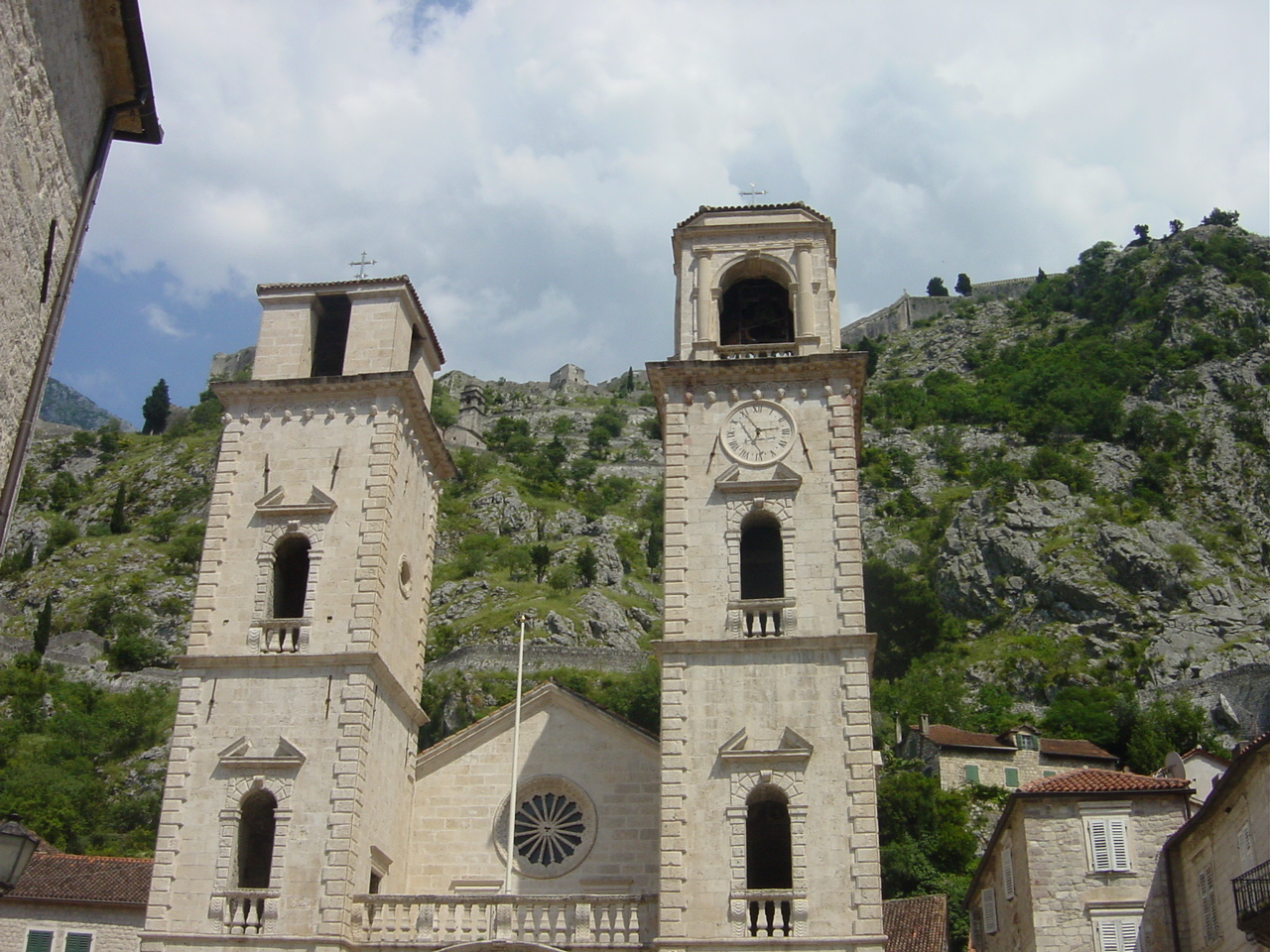
Собор Святого Трифона в Которі
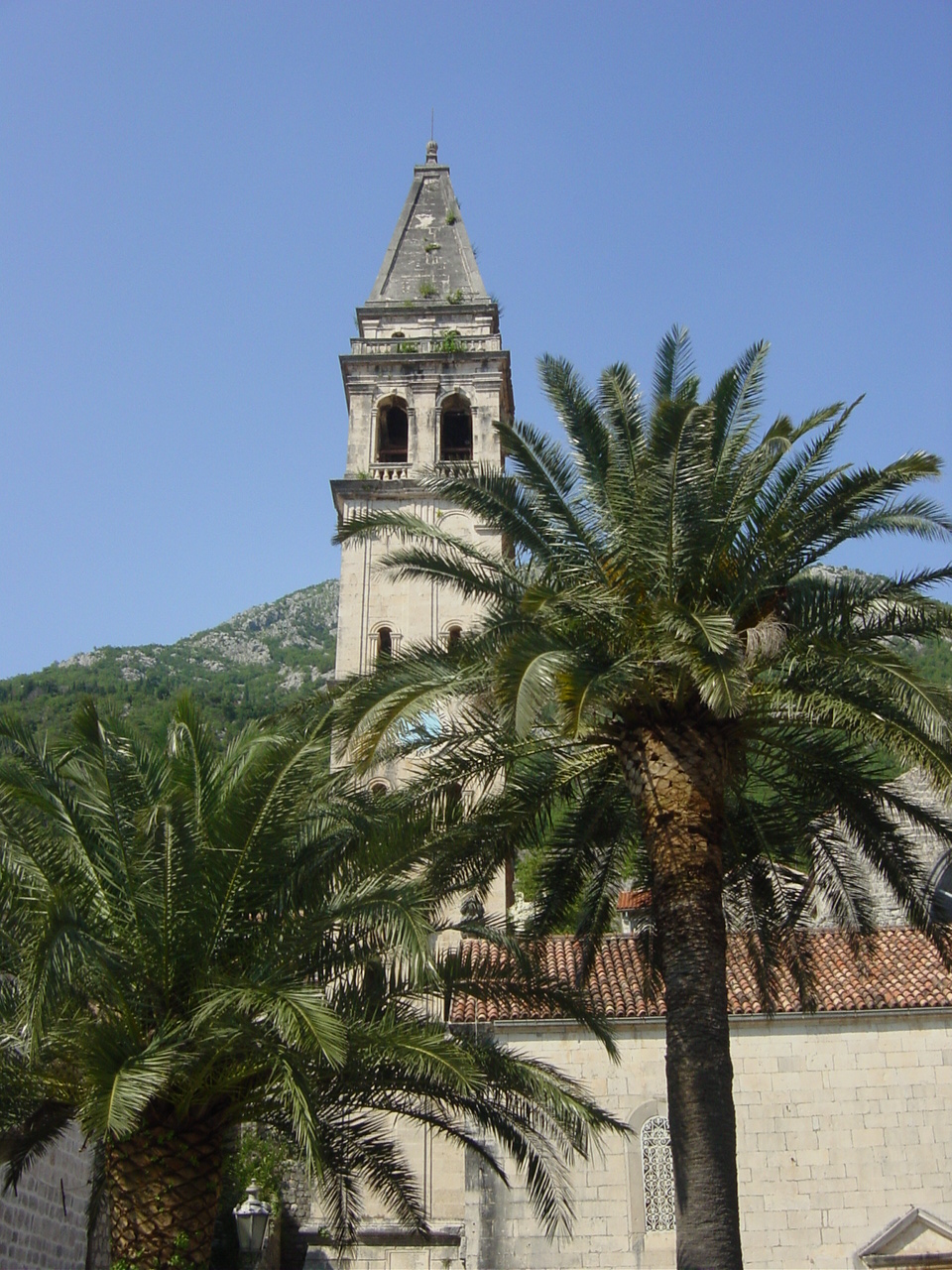
Церква в Перасті